# Walter Platzhoff
Walter Platzhoff (* 27. September 1881 in Elberfeld; † 9. August 1969 in Hanau) war ein deutscher Historiker und Rektor der Universität Frankfurt am Main von 1934 bis 1944.

## Leben
Der Sohn eines Juweliers studierte seit 1901 in Greifswald, Halle an der Saale, Berlin und Bonn Geschichte. 1905 promovierte, 1912 habilitierte er sich an der Universität Bonn bei Friedrich von Bezold. Platzhoff nahm als Sanitäter 1915/16 am Ersten Weltkrieg teil und erhielt das Eiserne Kreuz. 1919 wurde er zum nichtbeamteten außerordentlichen Professor in Bonn ernannt.
Platzhoff lehnte die Weimarer Republik ab, was er in Ansprachen öffentlich kundtat. An der Universität Frankfurt am Main erhielt er 1923 ein persönliches Ordinariat für Mittlere und Neuere Geschichte. Von August 1934 bis 1944 war Platzhoff als Nachfolger von Ernst Krieck Rektor der Universität Frankfurt. In dieser Zeit wandelte er sich vom Historiker zum Wissenschaftsfunktionär. Geschickt trug er als Rektor dazu bei, die Schließung der Frankfurter Universität zu verhindern. 1937 übernahm er den Vorsitz des Deutschen Historikerverbandes, den er bis 1945 behielt. Während des Krieges wurde Platzhoff zusammen mit Theodor Mayer Spartenleiter Geschichte im „Kriegseinsatz der Geisteswissenschaften“, der „Aktion Ritterbusch“. Im März 1941 war er Gast bei der Eröffnungsfeier von Alfred Rosenbergs Institut zur Erforschung der Judenfrage. Platzhoff gehörte zu den bestbezahlten Historikern Deutschlands.
Platzhoff war Förderndes Mitglied der SS seit 1933 und im NSLB und NS-Dozentenbund seit 1934. Am 8. Juni 1937 beantragte er die Aufnahme in die NSDAP und wurde rückwirkend zum 1. Mai desselben Jahres aufgenommen (Mitgliedsnummer 4.707.329).
1945 wurde Platzhoff aus politischen Gründen entlassen. Fortan lebte er in Hanau, wo er bereits 1923 die wohlhabende Fabrikantentochter Kathinka Heraeus (1896–1981) geheiratet hatte. Im Spruchkammerverfahren wurde er 1948 als „Mitläufer“ eingestuft.
Platzhoff war Spezialist für französische Geschichte und schrieb wichtige Handbücher. Als Rektor blieb ihm wenig Zeit für historische Veröffentlichungen.

## Schriften (Auswahl)
- Die Theorie von der Mordbefugnis der Obrigkeit im XVI. Jahrhundert (Dissertation, 1906).
- Frankreich und die deutschen Protestanten 1570–1573, München/Berlin 1912.
- Die Gesandtschaftsberichte Hubert Languets als historische Quelle und als Spiegel seiner Persönlichkeit. In: Historische Zeitschrift 113, 1914, S. 505–539 (Digitalisat im Internet Archive).
- Europäische Geschichte im Zeitalter Ludwigs XIV. und des Großen Kurfürsten. B. G. Teubner, Leipzig/Berlin 1921.
- Bismarcks Friedenspolitik, Schroeder, Bonn 1923.
- Geschichte des europäischen Staatensystems 1559–1660, Oldenbourg Verlag, München 1928.
- Chronik der Johann Wolfgang Goethe-Universität zu Frankfurt am Main für den Zeitraum vom 1. April 1933 bis 31. März 1939, Frankfurt am Main 1939.
- England und der Friede von Utrecht. In: Historische Zeitschrift 167, 1943, S. 497–510.